# تغلك
تغلك هي قرية في مقاطعة خوي، إيران. يقدر عدد سكانها بـ 942 نسمة بحسب إحصاء 2016.